# Herrevads kloster
Herrevads kloster var ett cistercienserkloster som grundades 1144  och var verksamt till 1565. Av de medeltida klosterbyggnaderna återstår endast ett rudiment som i dag är inrett till kapell. Intill kapellet ligger slottet Herrevadskloster som i huvudsak uppfördes 1745. Båda är belägna norr om Ljungbyhed i Riseberga socken i Klippans kommun i Skåne.

## Klostret

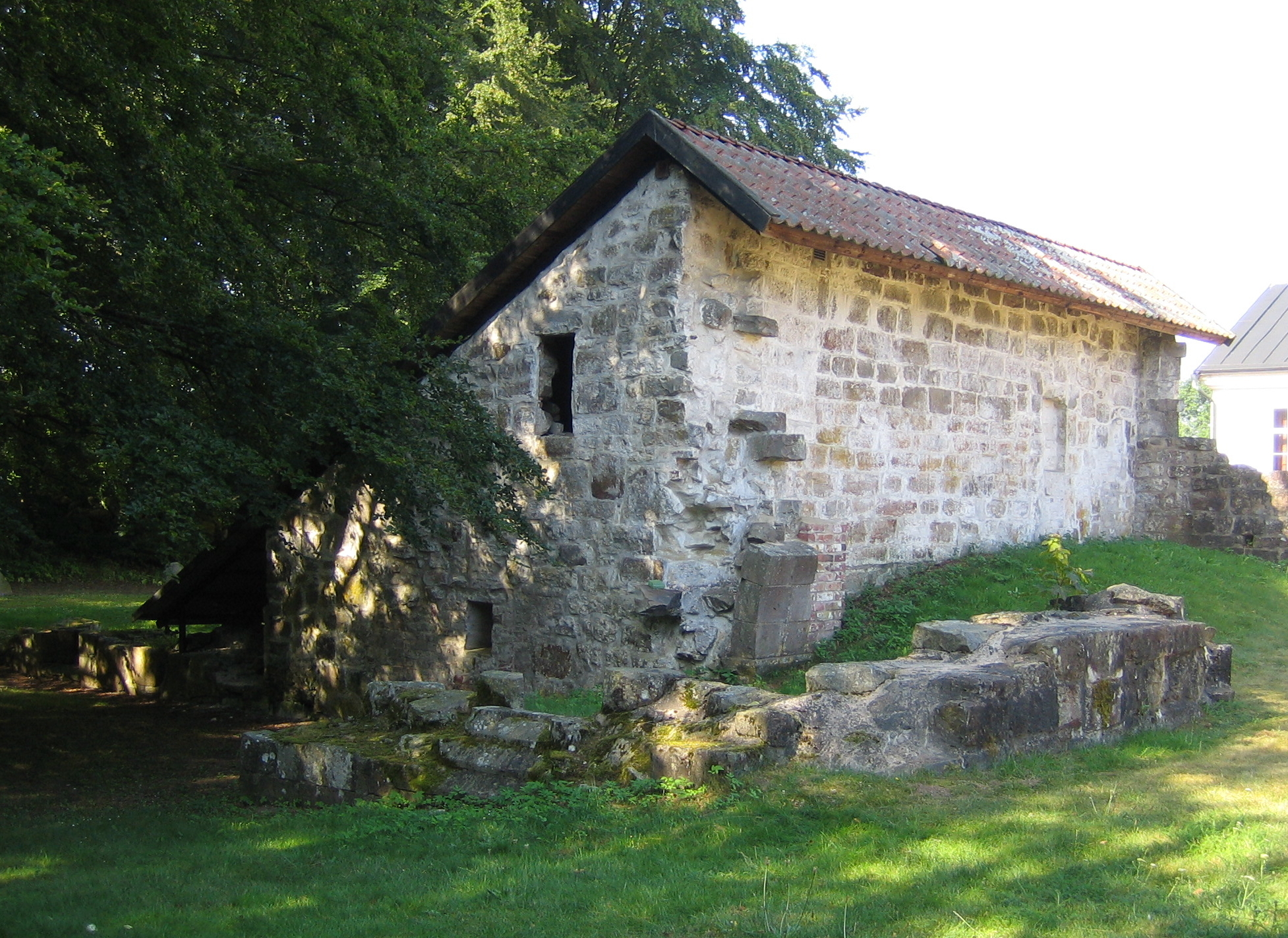
Ruiner från klostrets sakristia, idag använt som kapell.

Herrevadskloster grundades 1144 vid Herivad över Rönneå av munkar tillhörande cisterciensorden från Cîteaux, som dotterkloster till Cîteaux. Troligen skedde det på initiativ av ärkebiskop Eskil i Lund. Eskil tillhörde en förmögen stormannasläkt. Han for till Tyskland och fick sin utbildning i Hildesheim. Under studietiden blev han dödssjuk och lär ha fått sista smörjelsen. Enligt en legend mötte han i en dröm Jungfru Maria och lovade henne fem skäppor säd om han tillfrisknade. Han blev frisk och fick rådet att grunda fem nya kloster av olika ordnar. Efter studieåren blev Eskil prost i Lund och utsågs 1134 till biskop i Roskilde. År 1138 efterträdde han sin farbroder Asker på posten som ärkebiskop i Lund. Detta ärkestift omfattade då hela Skandinavien.
Eskil glömde inte sitt löfte att grunda fem kloster. Eftersom han var nära vän till Bernhard av Clairvaux, vände han sig till honom för att få hjälp. 1144 grundades klostret av abboten Robert med 12 cisterciensermunkar från Citeaux och dessa åtföljdes av 9 lekbröder, som var hantverkare, jordbrukare, mjölnare m.m. Enligt tillgängliga uppgifter donerade Eskil själv marken och han bekostade också uppförandet. Invigningen ägde rum redan 1150 även om klostret då ingalunda var färdigt. Grunden till klosterkyrkan lades 1158 och det omfattande bygget fortsatte säkerligen i flera årtionden. Herrevads kloster blev så småningom ett av de största och mest betydande medeltidsklostren i Skåne.
Cistercienserna grundade kloster även på flera andra platser i Skandinavien, till exempel Nydala i Småland och Alvastra i Östergötland. Munkar från Herrevad grundade kloster i Holme, Lögum och Tvis i Danmark. Under 1100-talet byggde munkar från Herrevadskloster ett kapell i Munka-Ljungby. En del av kapellet ingår förmodligen i sakristian i Munka-Ljungby kyrka. Klosterkyrkan i Herrevad var byggd i romansk stil och byggnadsmaterialet var ursprungligen sandsten, men efter en förödande brand 1291 var man tvungen att reparera kyrkan med tegel. Interiören omgestaltades tidigt i gotisk stil. Koret byggdes om så sent som 1513. Den siste abboten administrerade klostrets ägor till 1565, och krävdes på stora kvantiteter timmer och mat till kronan. På 1550-talet användes tegelsten tillverkad i klostrets ugnar till att uppföra fästningen i Landskrona.
Vid slutet av 1600-talet revs klosterbyggnaderna på order av Karl XI, och stenen ska ha använts vid bland annat uppförandet av Caroli kyrka, den tyska kyrkan i Malmö. Av de medeltida klosterbyggnaderna återstår i dag enbart ett rudiment inrett som kapell. Ett antal utgrävningar har skett sedan 1939, och fynden finns nu på historiska museet i Lund.

## Slottet

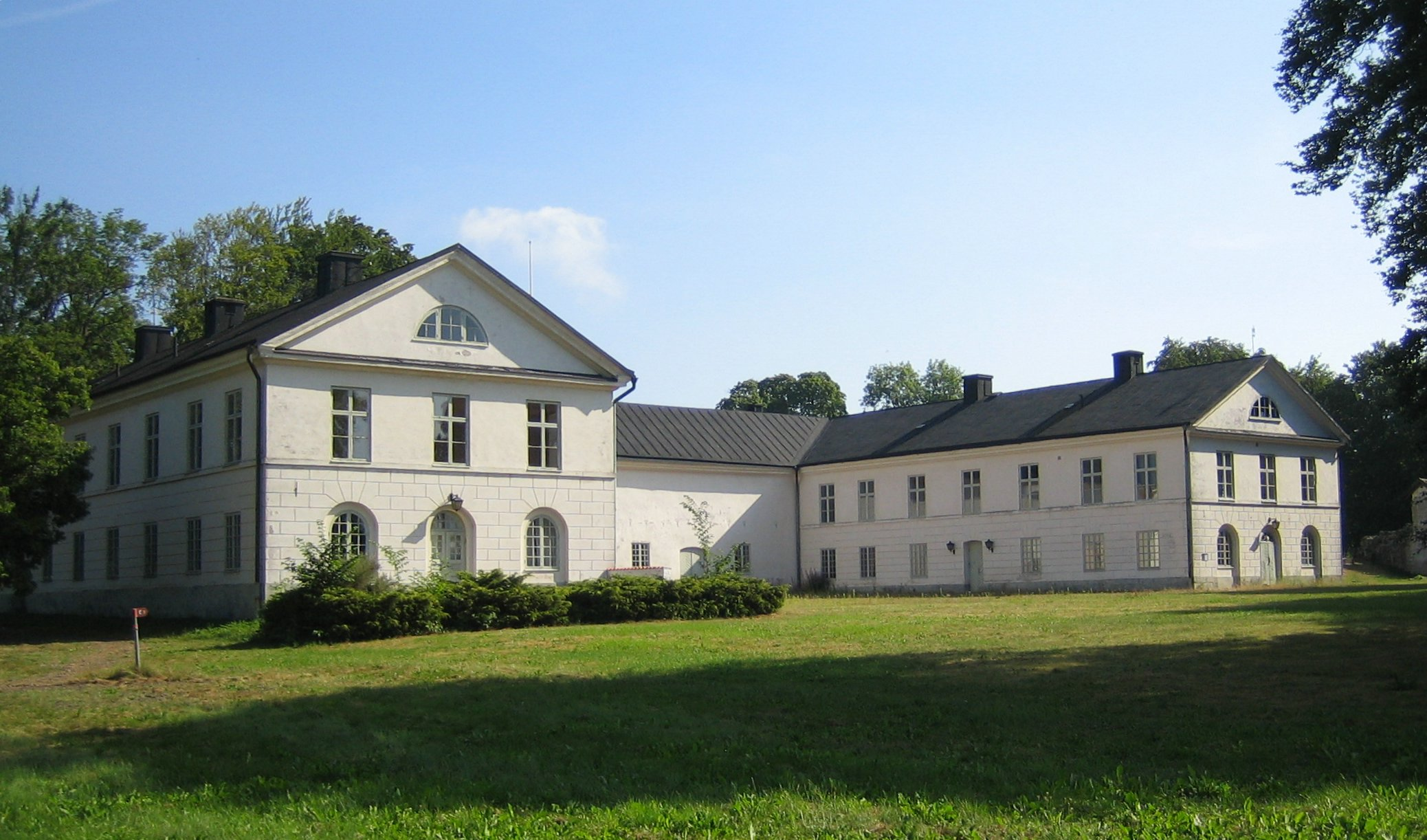
Herrevadskloster (slottet).

När klostret drogs in 1565 gavs klosteregendomen i förläning åt Sten Bille till Wanås och därefter till olika danska adelsmän. Då Skåne 1658 införlivades med Sverige, blev Herrevadskloster kronogods och förlänades till Corfitz Ulfeldt. Sedan han 1660 lämnat landet, överläts gården till fältmarskalken Hans Christoff Königsmarck. Under denna tid var Sven Erlandsson Ehrenflycht inspektor på godset under sex år. Hans Christoffs son, fältmarskalken Otto Wilhelm Königsmarck, bytte 1682 Herrevadskloster mot Börringekloster.
Herrevadskloster tilldelades 1691 översten vid Norra skånska kavalleriregementet, men förvandlades 1727 till överstelöjtnantsboställe. Herrevadskloster blev 1786 boställe för generalintendenten vid fältkommissariatet. Nuvarande huvudbyggnad, uppfördes 1745 och flyglarna i empirstil kom till 1816–1819.
Herrevadskloster användes fram till början av 1900-talet av Skånska husarregementet; under perioden 1858–1898 inkvarterades här exercisskvadroner. Åren 1902–1957 var Herrevadskloster remontdepå och användes sedan åren 1960–1994 som utbildningslokaler för Krigsflygskolan.

## Galleri
Bilder från utgrävningen av klosterkyrkan på 1980-talet

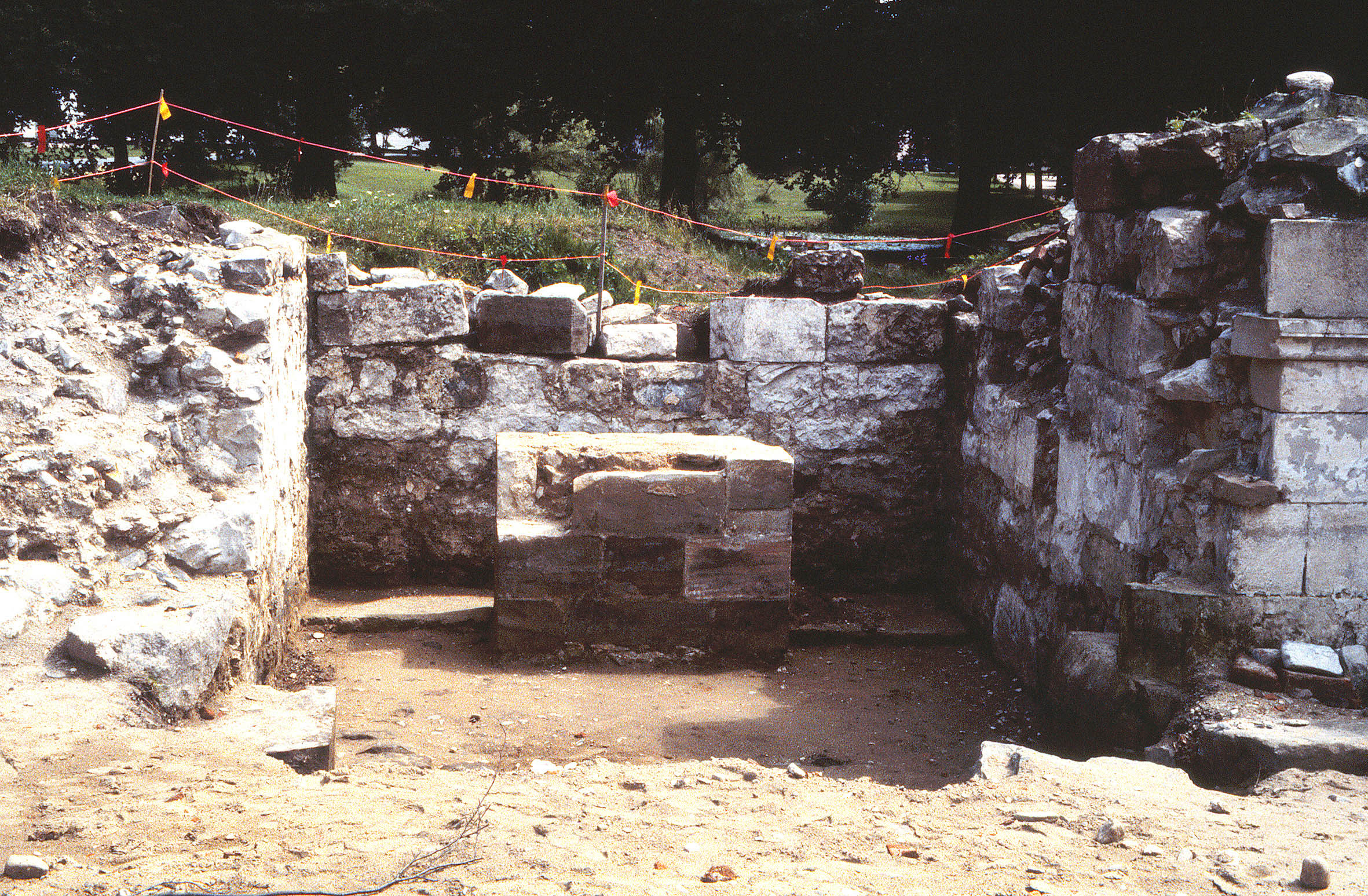
Altaret i södra tvärskeppskapellet
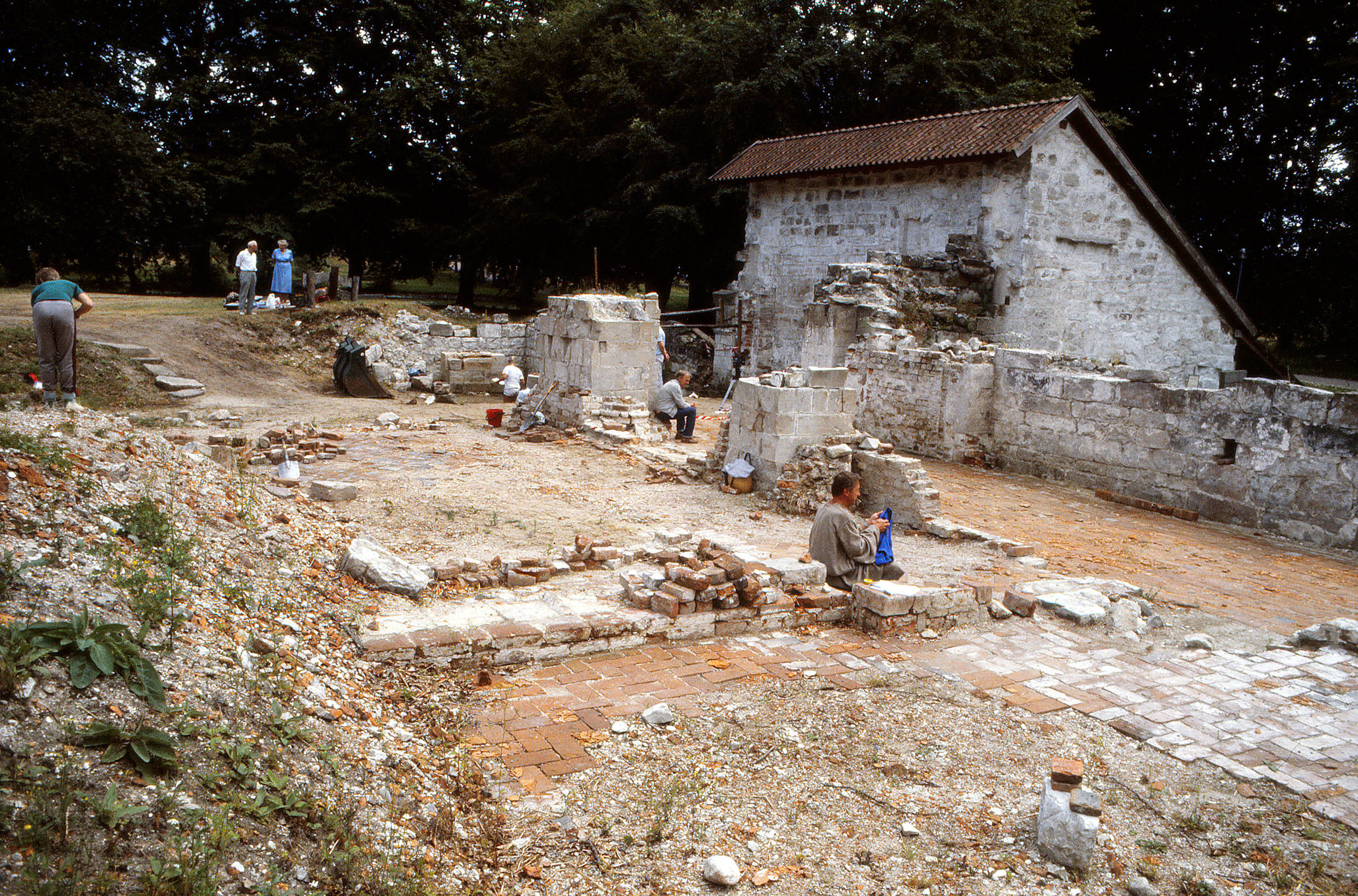
Långhuset mot öster
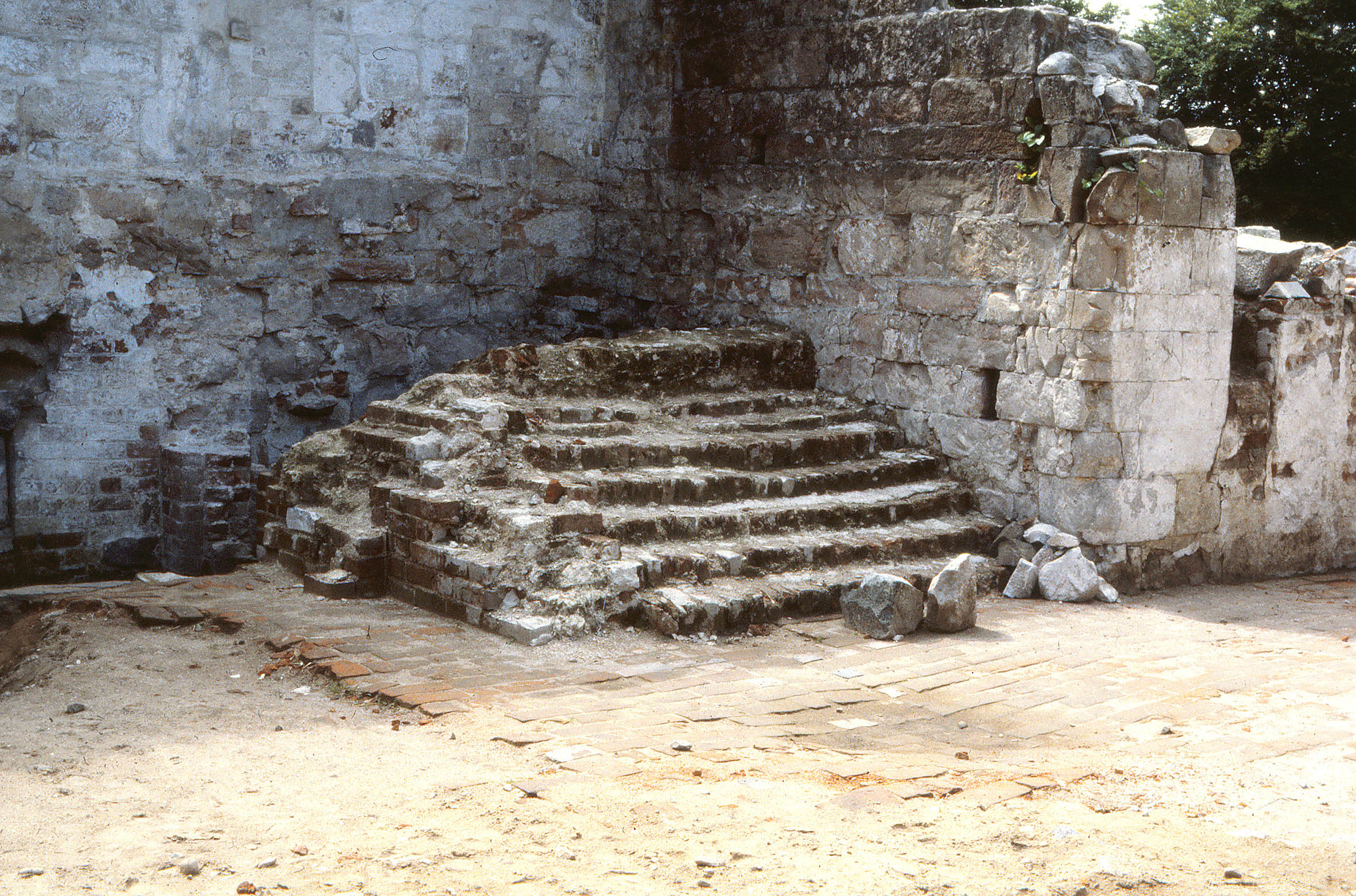
Trappa i södra tvärskeppet
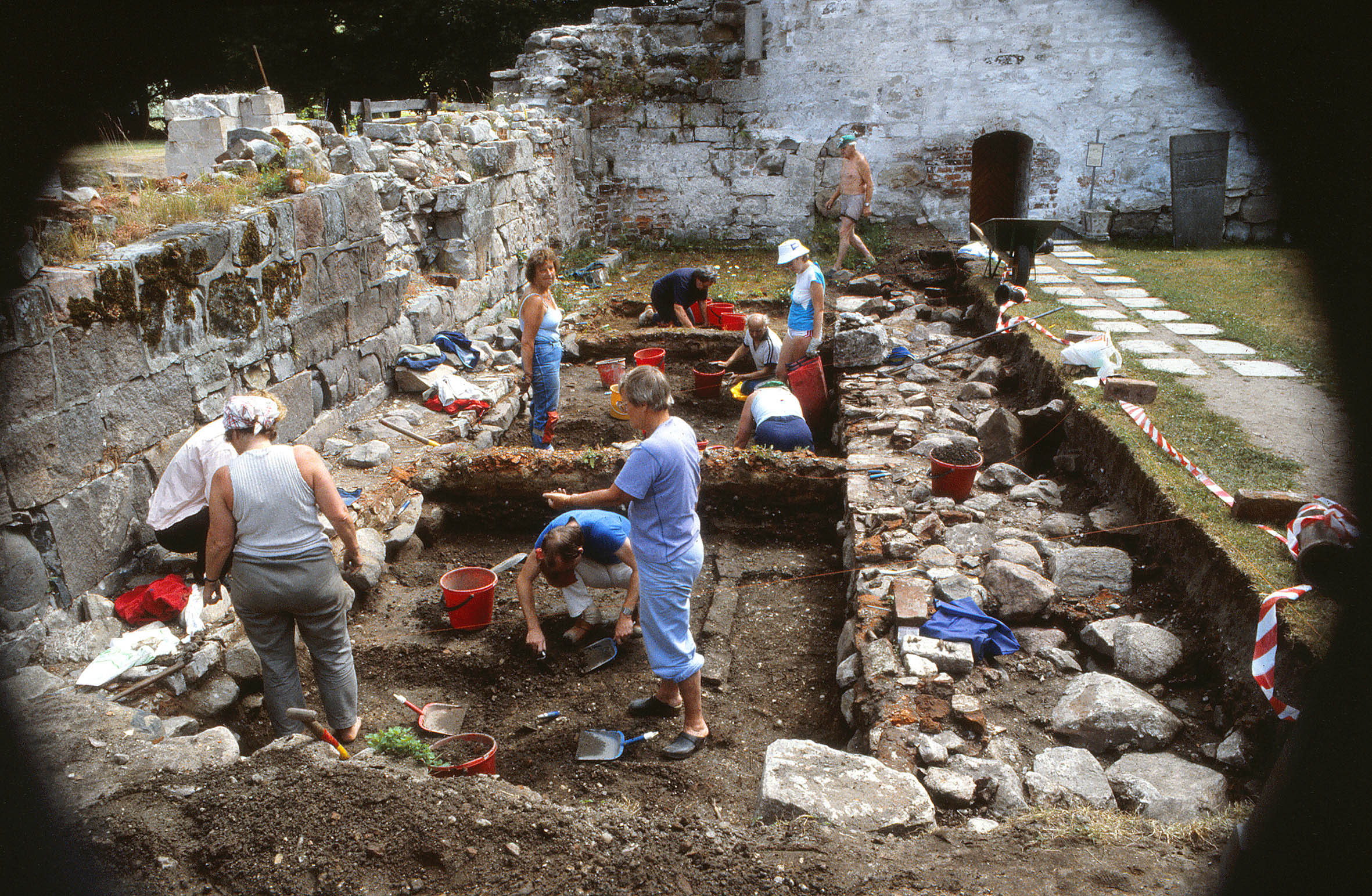
Norra korsgången mot sidkeppet
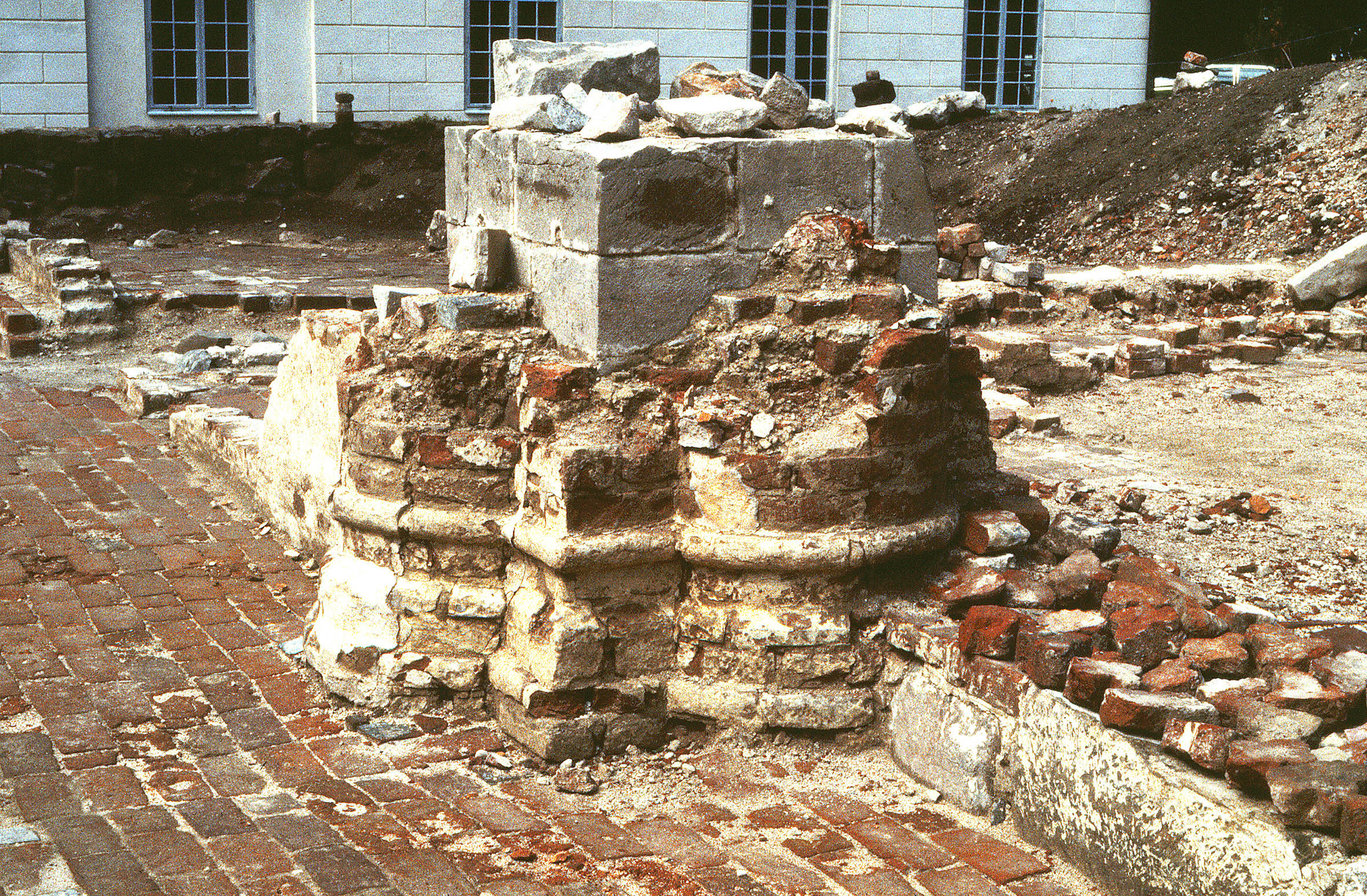
Pelare i långhuset i öster
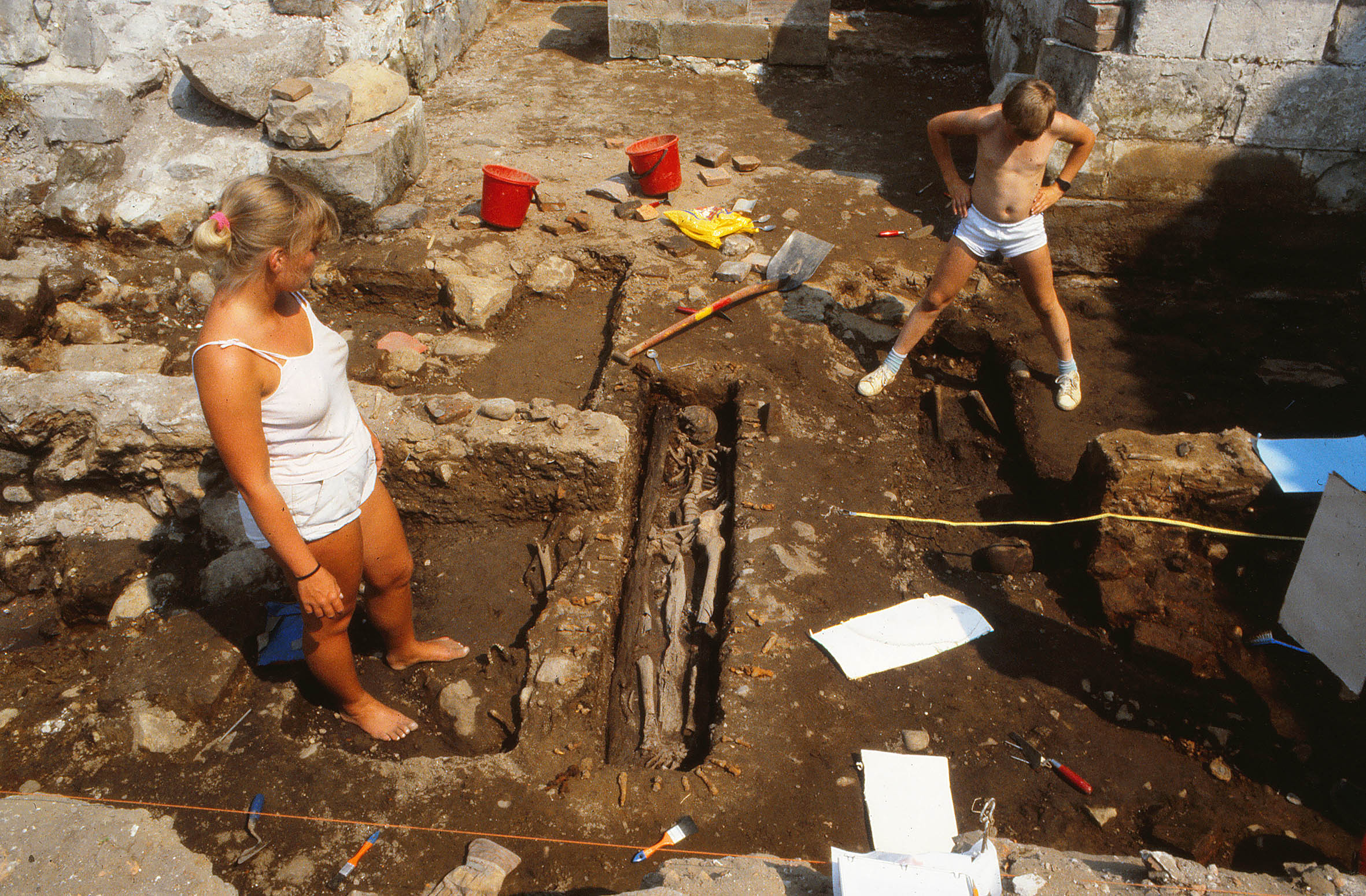
Väster om södra tvärskeppsaltaret